# Reserve-Polizei-Bataillon 11
Das Reserve-Polizei-Bataillon 11 war eine militärische Einheit der deutschen Ordnungspolizei. Bereits im November 1939 beteiligten sich Angehörige dieser Einheit aktiv an der Ermordung der jüdischen Einwohner der polnischen Stadt Ostrów Mazowiecka. Nach dem Überfall auf die Sowjetunion wurden Polizisten der 3. Kompanie bei der Bewachung des Ghettos in Kaunas eingesetzt, während in Kaunas unter der Leitung des Einsatzkommandos 3 (EK 3) tausende Juden ermordet wurden. Andere Kompanien des Bataillons wurden in Weißrussland zur Bekämpfung von Partisanen und Ermordung von Juden eingesetzt. Besondere Bekanntheit erlangte das Bataillon wegen der Ermordung der Juden von Sluzk im Oktober 1941. Über dieses Massaker existiert ein Bericht des deutschen Gebietskommissars von Sluzk, der in den Nürnberger Prozessen als Beweismaterial diente und von Historikern wie Raul Hilberg, Christopher Browning und Daniel Goldhagen zitiert wird.

## Aufstellung
Das Reserve-Polizei-Bataillon 11 wurde im September 1939 in Königsberg aus Polizeireservisten aufgestellt und rekrutierte sich überwiegend aus Polizeireservisten aus Ostpreußen, die noch keinen Wehrdienst geleistet hatten. Die Offiziere waren aktive Polizeibeamte. Neben vier Kompanien und dem Bataillonsstab verfügte es auch über einen Nachrichtenzug. Die 4. Kompanie (als schwere Kompanie bezeichnet, da mit Maschinengewehren ausgerüstet) wurde im Mai 1941 aufgelöst. Deren Angehörige wurden auf die anderen Kompanien verteilt. Während der Bataillonsstab und die 1. Kompanie bereits 1939 in Pułtusk in Polen stationiert wurden, befanden sich die 2. Kompanie in Ostrołęka und die 3. in Mława. Bataillonskommandeur war seit Dezember 1939 der seinerzeitige Major der Schutzpolizei Franz Lechthaler.

## Einsatz im besetzten Polen
Am 11. November 1939 beteiligte sich die 2. Kompanie des Reserve-Polizei-Bataillons 11 in Ostrów Mazowiecka an der Verhaftung und Erschießung der jüdischen Einwohner (156 Männer, 208 Frauen und Kinder). Der Großteil der jüdischen Bevölkerung des Ortes war bereits im Oktober 1939 in das sowjetisch besetzte Gebiet geflohen. Zurück blieben etwa 500 Juden, überwiegend Alte, Kranke, Frauen und Kinder. Der Gauleiter von Ostpreußen, Erich Koch, kam mit dem Höheren SS und Polizeiführer Ost, Friedrich-Wilhelm Krüger, überein, Ostrów in Brand zu stecken und das Gerücht zu verbreiten, Juden seien die Brandstifter gewesen. Im November 1939 zerstörte tatsächlich ein Brand große Teile des Stadtkerns von Ostrów. Die 2. Kompanie des Reserve-Polizei-Bataillons unter der Führung von Hauptmann Hans Timm beteiligte sich an den Löscharbeiten und begann, Juden festzunehmen und im Keller einer Brauerei festzuhalten.
Der Kommandeur des Polizei-Regiments „Warschau“ (IV), Karl Heinrich Brenner, befahl dem Kommandeur des Reserve-Polizei-Bataillons 91, ein Standgerichtsverfahren durchzuführen und die Juden zu exekutieren. Etwa 30 Angehörige dieser Einheit fuhren daraufhin am 11. November 1939 nach Ostrów, wo Hauptmann Timm bereits drei Gruben hatte ausheben lassen. Obwohl sich unter den Festgenommenen auch Frauen und Kinder befanden, wurde befohlen, alle zu erschießen. Eine Standgerichtsverhandlung oder Vernehmung fanden nicht statt.
Die Männer des Reserve-Polizei-Bataillons 11 sperrten den Exekutionsort ab, während Angehörige des Reserve-Polizei-Bataillons 91 zunächst die männlichen Juden an den Gruben von hinten mit Karabinern erschossen. Auf jeweils einen Gefangenen kam ein Schütze. Auf erneute Nachfrage wurde der Befehl zur Exekution der Frauen und Kinder bestätigt. Diese wurden in einer etwas abseits gelegenen Grube durch Genickschuss mit Pistolen getötet. Daran beteiligten sich auch Angehörige des Reserve-Polizei-Bataillons 11, weil verschiedene Beamte nicht mehr zu weiteren Exekutionen in der Lage waren. Die ostpreußischen Polizisten veranlassten nach der Exekution die Schließung der Gruben. Der Historiker Stefan Klemp vermutet als Grund der Erschießung, dass zwar die Vernichtung der Juden 1939 noch nicht systematisch betrieben wurde, dass aber die Idee schon vorhanden gewesen sei und Polizisten die Pläne in vorauseilendem Gehorsam ausführen wollten.
Im deutsch besetzten Polen nahm das Reserve-Polizei-Bataillon 11 insgesamt 308 Angehörige der polnischen Intelligenz fest, um sie der Gestapo zu übergeben. Im Juni 1940 wurden 600 Juden für den Arbeitseinsatz erfasst. Ein Zug der 3. Kompanie wurde einige Monate bei der Bewachung des Durchgangslagers Soldau eingesetzt. Hier fanden seit Anfang Februar 1940 sämtliche Exekutionen der ostpreußischen Gestapo unter dem Kommando von Otto Rasch statt. Etwa 1000 Polen wurden hier getötet, wobei die Erschießungskommandos aus den Wachmannschaften gebildet wurden. Während das Lager im Mai/Juni 1940 zu einem Arbeitserziehungslager umgewandelt worden war, wurden hier 1558 deutsche und mindestens 250 polnische geistig Behinderte durch das Sonderkommando Lange mit einem Gaswagen ermordet.

## Einsatz in der Sowjetunion
Nach dem Überfall auf die Sowjetunion wurden die Kompanien des Reserve-Polizei-Bataillons 11 an unterschiedlichen Stellen in und um Kaunas stationiert. Ein Zug der 3. Kompanie wurde für ca. sechs Wochen zur Bewachung sowjetischer Kriegsgefangener auf dem Truppenübungsplatz Arys eingesetzt und kam erst Ende August 1941 nach Kaunas. Etwa zwei bis drei Tage nach dem deutschen Überfall auf die Sowjetunion wurde dem Reserve-Polizei-Bataillon 11 außerdem eine z.b.V.-Kompanie als 4. Kompanie zugeteilt. Diese Einheit war nach Wilkowischken verlegt worden und schickte auch Kompanieangehörige für vier Wochen nach Schaulen. In Litauen unterstand Reserve-Polizei-Bataillon 11 dem Befehl des Höheren SS- und Polizeiführers Rußland-Nord in Riga, Hans-Adolf Prützmann (ab Oktober 1941 Friedrich Jeckeln) bzw. dem Befehlshaber der Ordnungspolizei Ostland.

### Einsatz der z.b.V.-Einheit als 4. Kompanie in Litauen
In Wilkowischken nahmen Angehörige dieser Kompanie an einem Einsatz gegen Juden teil, wobei sie Gruben absperrte, an denen deutsche SD-Angehörige und litauische Hilfskräfte etwa 1000 jüdische Männer, Frauen und Kinder erschossen. Die Polizeieinheit hielt in Wilkowischken weitere Juden in Gewahrsam, die in der zweiten Julihälfte erschossen wurden. In Schaulen unterstützen Kompanieangehörige die Stadtpolizei bei der Schließung der dortigen Ghettos. Personen, die nicht ins Ghetto ziehen durften, wurden später umgebracht. Die deutschen Polizisten waren wahrscheinlich an der Trennung der Bevölkerung in Arbeitsfähige und Nichtarbeitsfähige beteiligt.

### Bewachung des Ghettos in Kaunas
In Kaunas wurde die 3. Kompanie des Reserve-Polizei-Bataillons 11 zur Bewachung des dort eingerichteten Ghettos und der jüdischen Arbeitskommandos eingesetzt. Lechthaler baute dazu außerdem litauische Hilfspolizei auf. Angehörige der 3. Kompanie beteiligten sich an der sogenannten „Intelligenzaktion“ am 18. August 1941, bei der 534 Männer festgenommen, zum IV. Fort gebracht und erschossen wurden. Ebenso beteiligten sie sich an der sogenannten „Wertsachenaktion“, bei der im August 1941 Wertgegenstände der jüdischen Ghettobewohner systematisch konfisziert wurden.
Außerdem führte die 3. Kompanie gemeinsam mit litauischen Hilfskräften und dem EK 3 im September 1941 Selektionen im Ghetto von Kaunas durch. Diejenigen, die ohne Arbeitsbescheinigung der Deutschen angetroffen wurden, durften im Ghetto bleiben. Die übrigen wurden abtransportiert und erschossen. So wurden am 26. September 1941 mindestens 1608 Juden zum IX. Fort getrieben und in vorbereiteten Massengräbern erschossen. Am 4. Oktober 1941 umstellte die 3. Kompanie das „Kleine Ghetto“, versammelte die Insassen, schickte diejenigen mit Arbeitsbescheinigung ins „Große Ghetto“ und trieb die anderen, etwa 1600 Juden, zur Erschießung zum IX. Fort. An den Erschießungen soll sich auch ein Kommando von ca. 25 aktiven Polizisten der Kompanie beteiligt haben. Während der Räumung des „Kleinen Ghettos“ riegelten Angehörige der 3. Kompanie das Jüdische Krankenhaus ab und setzten es in Brand. Menschen, die aus dem Krankenhaus fliehen wollten, wurden erschossen. Ebenso nahm die 3. Kompanie an der sogenannten „Großen Aktion“ gegen das Ghetto teil, bei der am 28./29. Oktober 1941 2007 Männer, 2920 Frauen und 4273 Kinder selektiert und ermordet wurden.
Als im November 1941 die ersten Deportationen von Juden aus dem Altreich nach Kaunas erfolgten, ging das EK 3 dazu über, die Neuankömmlinge wenige Tage nach ihrer Ankunft zu erschießen. Auch daran wirkten Angehörige der 3. Kompanie offenbar mit.

### Einsatz in Weißrussland
In Minsk erhielt Lechtaler seine Befehle vom Ia der 707. Infanterie-Division unter Generalmajor Gustav Freiherr von Mauchenheim genannt Bechtolsheim. Gemeinsam mit der Geheimen Feldpolizei und litauischen Polizeikompanien führte das Reserve-Polizei-Bataillon 11 in der Nähe von Minsk im Oktober Großaktionen gegen Partisanen, Kommunisten und Juden durch, bei denen jeweils mehrere hundert Menschen erschossen wurden. In Minsk erhielt Lechthaler, wie ihm später vor Gericht nicht widerlegt werden konnte, den Befehl, mit der 2. und die 4. Kompanie und den litauischen Hilfskräften in Smilowitschi alle Juden zu erschießen. Bei dieser Aktion am 14. Oktober 1941 wurden 1300 Menschen erschossen. Am 21. Oktober 1941 durchsuchte die Einheit Koidanow und tötete dabei 1000 Menschen.
Ende Oktober 1941 erhielt Lechthaler angeblich den Befehl, zur Abwehr von Partisanenangriffen alle Juden in Sluzk erschießen zu lassen. Am 27. Oktober wurde dazu ein Erschießungsplatz ausgewählt, wo man von sowjetischen Zivilisten Gräber ausheben ließ. Die Polizisten des Reserve-Polizei-Bataillons 11 umzingelten die Stadt und trieben alle Juden zum Marktplatz, wo sie ihre Wertsachen abgeben mussten. Der Gebietskommissar von Sluzk, ein früherer Kreisleiter der NSDAP in Rendsburg namens Heinrich Carl, beschwerte sich am 30. Oktober 1941 beim Reichskommissar für das Ostland, Hinrich Lohse, dass unterschiedslos auch wirtschaftlich wichtige jüdische Handwerker erschossen worden seien.

„Was im übrigen die Durchführung der Aktion anbelangt, muß ich zu meinem tiefsten Bedauern hervorheben, daß letztere bereits an Sadismus grenzte. Die Stadt selbst bot während der Aktion ein schreckenerregendes Bild. Mit einer unbeschreiblichen Brutalität sowohl von seiten der deutschen Polizeibeamten, wie insbesondere von den litauischen Partisanen [= Hilfstruppen, Anm. d. Verf.], wurde das jüdische Volk, darunter aber auch Weißruthenen, aus den Wohnungen herausgeholt und zusammengetrieben. Überall in der Stadt knallte es und in den einzelnen Straßen häuften sich die Leichen erschossener Juden. Die Weißruthenen hatten größte Not, um sich aus der Umklammerung zu befreien. Abgesehen davon, daß das jüdische Volk, darunter auch die Handwerker, furchtbar roh vor den Augen des weißruthenischen Volkes brutal mißhandelt worden ist, hat man das weißruthenische Volk ebenfalls mit Gummiknüppeln und Gewehrkolben bearbeitet. Von einer Judenaktion konnte schon keine Rede mehr sein, vielmehr sah es nach einer Revolution aus. Ich selbst bin den ganzen Tag ununterbrochen mit allen meinen Beamten dazwischen gewesen, um noch zu retten, was zu retten war. […]

Bei der Erschießung vor der Stadt bin ich nicht zugegen gewesen. Über die Brutalität kann ich daher nichts sagen. Es dürfte aber auch genügen, wenn ich hervorhebe, daß Erschossene längere Zeit nach Zuwerfen der Gräber sich wieder herausgearbeitet haben.“

Das Polizeibataillon habe außerdem „in unerhörter Weise“ geplündert. Der Bericht des Gebietskommissars Carl wird von Wolfgang Curilla als Beleg gewertet, dass Angehörige des Reserve-Polizei-Bataillons 11 in weitaus größerem Maße an der Aktion beteiligt waren als in späteren Gerichtsverfahren festgestellt. Außerdem hätten die Interventionen des Gebietskommissars zumindest dem Bataillonskommandeur Lechthaler die Möglichkeit geboten, weniger Juden umbringen zu lassen, wenn er dies gewollt hätte. Im Verlauf der Aktion am 27./28. Oktober 1941 wurden etwa 3400 Juden getötet.
Ein Teil des Reserve-Polizei-Bataillons 11 beteiligte sich außerdem an der Ermordung von etwa 4000 Juden in Nieswiesch am 30. Oktober 1941. Im Gebiet Baranowitschi wurden im Klezk am 30. und 31. Oktober 1941 etwa 2500 Juden getötet. Innerhalb eines Monats waren demnach das Reserve-Polizei-Bataillon 11 und die ihnen unterstellte litauische Schutzmannschaftsabteilung für die Ermordung von 15.500 Juden im Raum Minsk verantwortlich.

## Fronteinsatz und I. Bataillon des Polizei-Regiments 2
Um Weihnachten 1941 wurde das Reserve-Polizei-Bataillon 11 nahe Witebsk gesammelt und dort zunächst zur Bahnsicherung eingesetzt. Mitte Januar 1942 wurde es an die Front verlegt. Die 3. Kompanie aus Kaunas kam spätestens im Februar 1942 hinzu. Das Bataillon wurde in Toropez von russischen Truppen eingeschlossen. Nach acht Tagen gelang der Ausbruch nach Welikije Luki. Ein großer Teil der Einheit war jedoch aufgerieben worden. Lechthaler meldete unter dem 23. Januar 1942, dass das Bataillon im Kampf um Toropez 12 Tote, 7 Verwundete und 30 Vermisste verloren habe; die übrigen Männer seien lazarett- bzw. hauskrank. Ende April/Anfang Mai 1942 wurde das Reserve-Polizei-Bataillons 11 von der Front abgezogen. Zwei Kompanien verstärkten im Mai 1942 das Polizeiregiment Mitte bei der Partisanenbekämpfung im Raum Klitschew-Suscha. Anschließend wurde das Bataillon in Augustowo aufgefrischt und nach Białystok verlegt. Dort wurde es im Juli 1942 als I. Bataillon in das Polizei-Regiment 2 eingegliedert, das zur Bandenbekämpfung eingesetzt war und im Verband der Kampfgruppe von Gottberg an weiteren Mordaktionen teilnahm, wie der Vernichtung des Ghettos in Glebokie, bei der 3000 Juden getötet wurden. Die z.b.V.-Kompanie war ab September/Oktober 1941 nach Riga verlegt worden, wo die gesamte Kompanie ab Mitte November 1941 bis auf ein Nachkommando versammelt war. Dort führte die Kompanie als „Kompanie z.b.V. Riga“ Absperraufgaben während des Massakers von Rumbula durch.
Im März 1944 kam das Reserve-Polizei-Bataillon 11 wieder an die Front. Nach Einsätzen bei Polozk im März 1944, war es im November 1944 in Brandenburg und im Dezember 1944 im Westen.

## Strafverfolgung
Bereits während der Nürnberger Prozesse legte die Sowjetunion umfangreiches Material zur Ermordung der Juden von Sluzk vor. In der Bundesrepublik Deutschland führten Ermittlungen gegen Angehörige von Polizeibataillonen selten zu Urteilen. Franz Lechthaler wurde vom Landgericht Kassel 1961 zu dreieinhalb Jahren Zuchthaus wegen Beihilfe zum Totschlag verurteilt. Das Urteil, eines der wenigen gegen Angehörige eines Polizeibataillons überhaupt, wurde vom Bundesgerichtshof (BGH) aufgehoben. Die neue Hauptverhandlung endete mit einer zweijährigen Haftstrafe für Lechthaler. Der mitangeklagte Führer der 2. Kompanie, Willy Papenkort, wurde in beiden Verfahren aus Mangel an Beweisen freigesprochen. Er habe, so das Gericht, im Rahmen seines Tatbeitrages das Unrecht des Befehls nicht erkennen können.
Papenkort baute anschließend die „Kameradenhilfe“ auf, ein „Netzwerk der Ehemaligen“, das Angehörige der Ordnungspolizei, gegen die ermittelt wurde, in Rechtsangelegenheiten im Verteidigungsverhalten dergestalt beriet, dass Aussagen abgesprochen, Zeugen beeinflusst und diskreditiert wurden.
Taten der Kompanie z.b.V waren 1970 Gegenstand eines Verfahrens der Staatsanwaltschaft Hamburg. Das Verfahren gegen fünf Angehörige der Kompanie wurde im Oktober 1970 auf Antrag der Staatsanwaltschaft wegen geringer Schuld eingestellt. Das Verfahren gegen den Kompanieführer wurde am 30. März 1971 wegen geringer Schuld eingestellt.
Bei Ermittlungen gegen Angehörige des Polizeiregiments 2 bestritten vor allem die Befehlshaber bzw. Haupttäter, von der Judenvernichtung überhaupt gewusst zu haben. Oberwachtmeister Wilhelm K., Angehöriger der 3. Kompanie des Reserve-Polizei-Bataillons 11, sagte beispielsweise aus: „Ich kann mit gutem Wissen behaupten, dass ich von systematischen Judenvernichtungsaktionen während meiner aktiven Dienstzeit konkret nichts gehört habe.“ Nur wenige gestanden eine Tatbeteiligung.
Hans Timm trat 1963 in einem Verfahren gegen Angehörige des Reserve-Polizei-Bataillons 91 wegen der Ermordung der Juden von Ostrow in Erscheinung. Die Ermittler gelangten zu dem Schluss, die Tat sei bereits 1960 verjährt, weil sie vor der Gewaltverbrecherverordnung vom 5. Dezember 1939 begangen worden sei, so dass Versuch und Beihilfe nicht wie die vollendete Tat bestraft werden könnten.
Der Chef der 3. Kompanie, Alfred Tornbaum, wurde 1971 außer Strafverfolgung gesetzt, weil seine Aufgabe nur in der Abstellung von Kompanieangehörigen für die Aktionen bestanden habe; er selbst habe aber nicht gewusst, was bei diesen Aktionen geschah.